# Polsat News Polityka
Polsat News Polityka – kanał informacyjno-publicystyczny Telewizji Polsat, który rozpoczął nadawanie 10 stycznia 2024 roku o godzinie 00:06, zastępując ówczesny sygnał Wydarzeń 24. Emituje programy poświęcone polskiej polityce. Transmituje na żywo obrady Sejmu, Senatu, komisji śledczych i konferencje prasowe ugrupowań politycznych. W paśmie nocnym nadaje programy Polsatu.

## Historia
W listopadzie 2023 roku Telewizja Polsat złożyła wniosek do Krajowej Rady Radiofonii i Telewizji o zmianę koncesji Wydarzeń 24 – kanał miał zmienić nazwę na Polsat News Polityka. Na początku grudnia pozytywnie rozpatrzono wniosek, dzięki czemu stacja mogła rozpocząć testy wewnętrzne.
9 stycznia 2024 oficjalnie ogłoszono start kanału na 10 stycznia 2024 razem z ramówką. Zgodnie z zapowiedzią, 10 stycznia o godzinie 00:06 stacja zastąpiła dotychczasowy przekaz Wydarzeń 24, które jednocześnie tego samego dnia rozpoczęły "nowy" przekaz satelitarny oraz zadebiutowały na MUX-1 na pozycji 49.

## Ramówka
Obecne:
- Studio parlament
- Debata polityczna
- Debata tygodnia (od 26 kwietnia 2024)[7]
- Transmisje obrad Sejmu, Senatu i komisji śledczych
- Transmisje konferencji prasowych ugrupowań politycznych

## Logo
| Data wprowadzenia | Opis | Logo |
| ----------------- | --- | ---- |
| 10 stycznia 2024  | Błękitne (błękitne i ciemnobłękitne w wersji gradientowej) paski tworzące kulę, pod nią błękitny napis „polsat news” oraz jasnoniebieski napis „polityka”. |      |